# Kölner Klagemauer

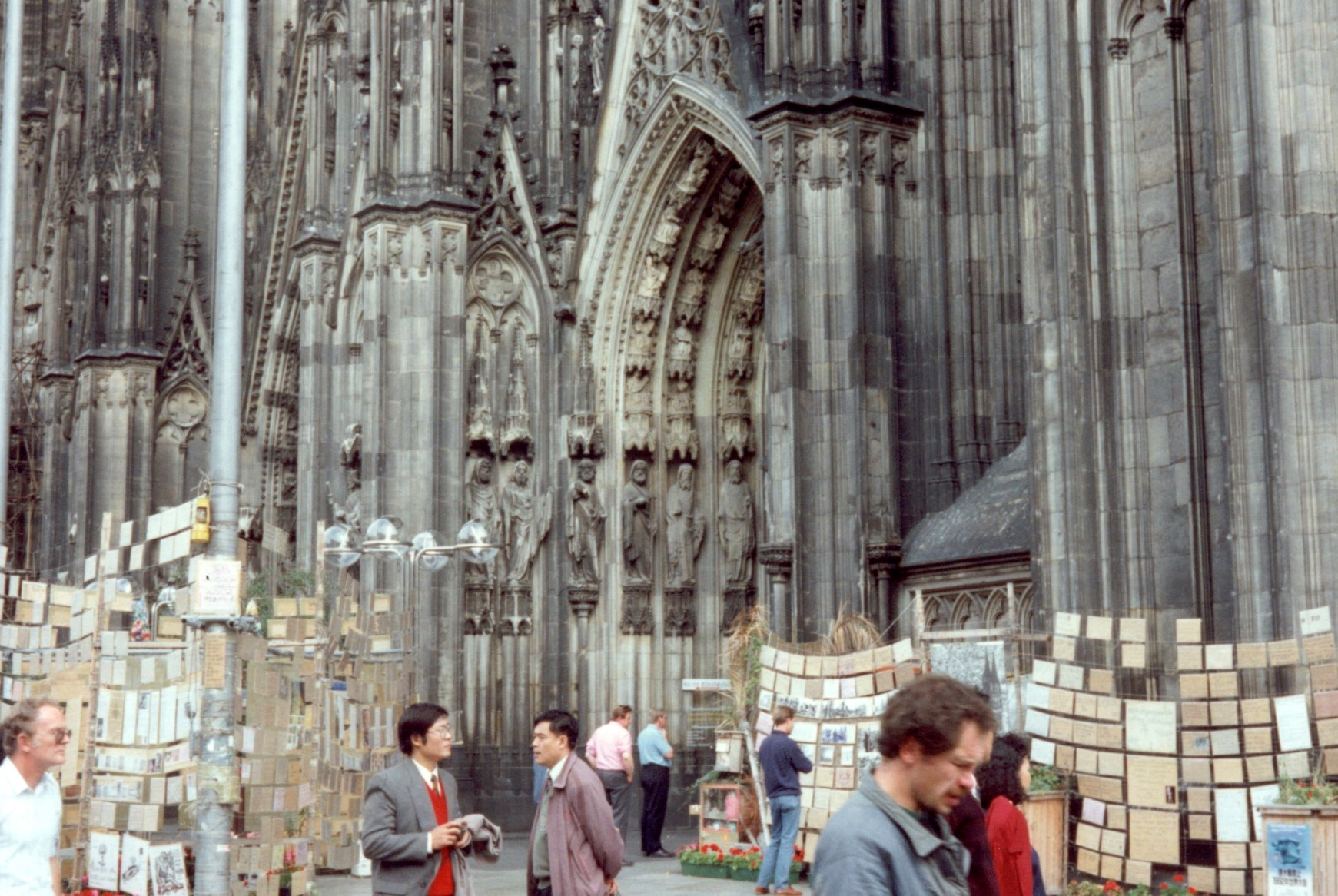
Klagemauer 1994

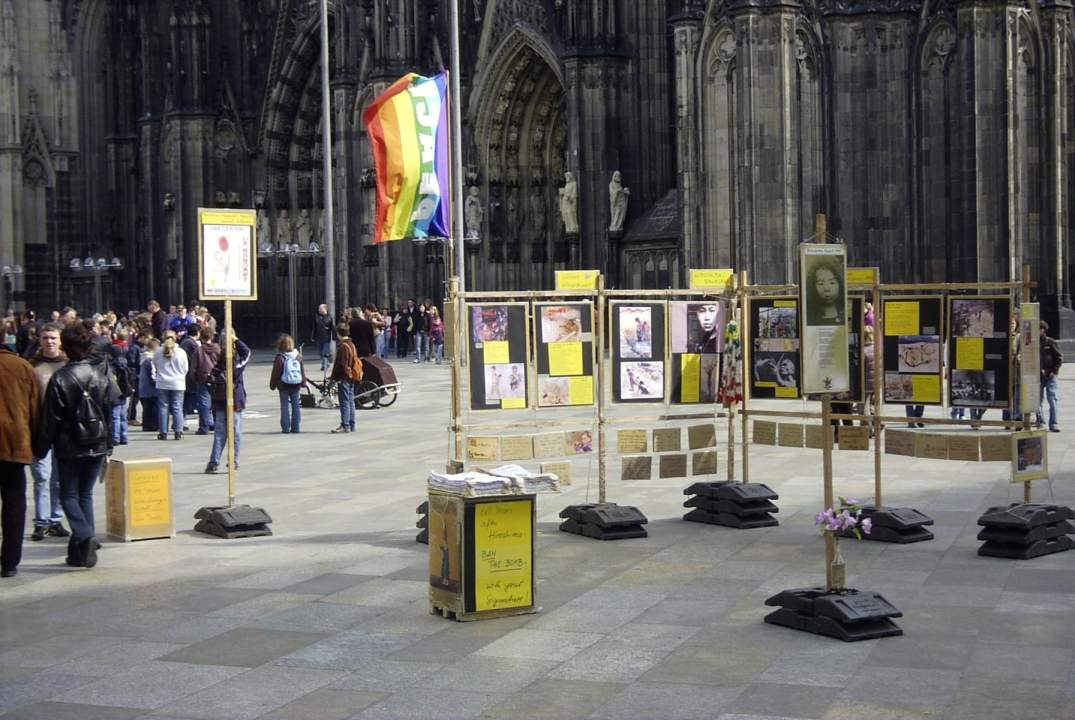
Klagemaueraktion gegen atomare Rüstung 2006

Die Kölner Klagemauer (auch „Klagemauer für Frieden“, „Palästinawand“ und „Antiwand“) war eine Dauerkundgebung in Köln. Sie bestand aus schriftlichen Meinungsäußerungen und Wünschen auf Pappschildern im A4-Format, die in wetterfesten Hüllen an gespannten Leinen befestigt wurden. So entstanden „sprechende Wände“, die je nach Thematik durch Infotafeln seitens des Projekts ergänzt wurden. Der Standort wurde zusätzlich mit Grünpflanzen und Dekorationsobjekten ausgestattet.
Die Aktion entstand Ende der 1980er Jahre auf Initiative von Walter Herrmann und widmete sich zunächst verschiedenen sozialen Themen, fokussierte sich aber 1991 unter dem Eindruck des Zweiten Golfkrieges auf Frieden. Nach vorübergehender Pause verengte sich ab 2004 das Themenfeld auf den Nahostkonflikt. Das Projekt wurde dabei zunehmend als antisemitisch, verzerrend und einseitig wahrgenommen. Es war Gegenstand zahlreicher juristischer Auseinandersetzungen, bis es aufgrund gesundheitlicher Probleme Herrmanns 2015 eingestellt wurde.

## Geschichte
Die Dauerkundgebung begann am Bierbrunnen der Schildergasse. Zunächst wurden die Wohnungsnot und das Leid von Obdachlosen angeprangert.
1991 entstand daraus die „Klagemauer für Frieden“ auf der Domplatte vor dem Südturm des Kölner Doms, unterstützt von der Mahnwache gegen den Zweiten Golfkrieg und bekämpft von Domkirche und Ordnungsamt, die das Projekt mittels Gerichtsverfahren, Beschlagnahmungen und Räumungen zu beenden versuchten. Rund 50.000 Passanten und Unterstützer nutzten bis 1997 die Form der freien Kommunikation per Pappschild. Auch Prominente wie der Dalai Lama, Ernesto Cardenal, Lew Kopelew oder Klaus Staeck notierten ihre handschriftlichen Friedenswünsche, Forderungen nach sozialer Gerechtigkeit oder Anti-Kriegsproteste auf Papptafeln.
1997 wurde die Dauerausstellung auf Betreiben der Stadt Köln von der Domplatte entfernt. Das Oberlandesgericht Köln stellte fest, dass auf „fremdem Grundstück widerrechtlich in die Eigentümerrechte der Stadt Köln“ eingegriffen worden sei, und dass das Eigentumsrecht hier vor das Recht auf freie Meinungsäußerung ginge. Danach wurde die Klagemauer in verkleinerter mobiler Form auf- und wieder abgebaut. 1998 erhielt das Projekt den Aachener Friedenspreis.
Eine Neuauflage der „Klagemauer“ auf der Domplatte widmete sich ab 2004 inhaltlich einer Darstellung des palästinensisch-israelischen Konflikts, welche mehrfach als antisemitisch, verzerrend und einseitig bewertet wurde. Vertreter der Synagogen-Gemeinde Köln forderten ab 2005 nachdrücklich ein Verbot der Mauer.

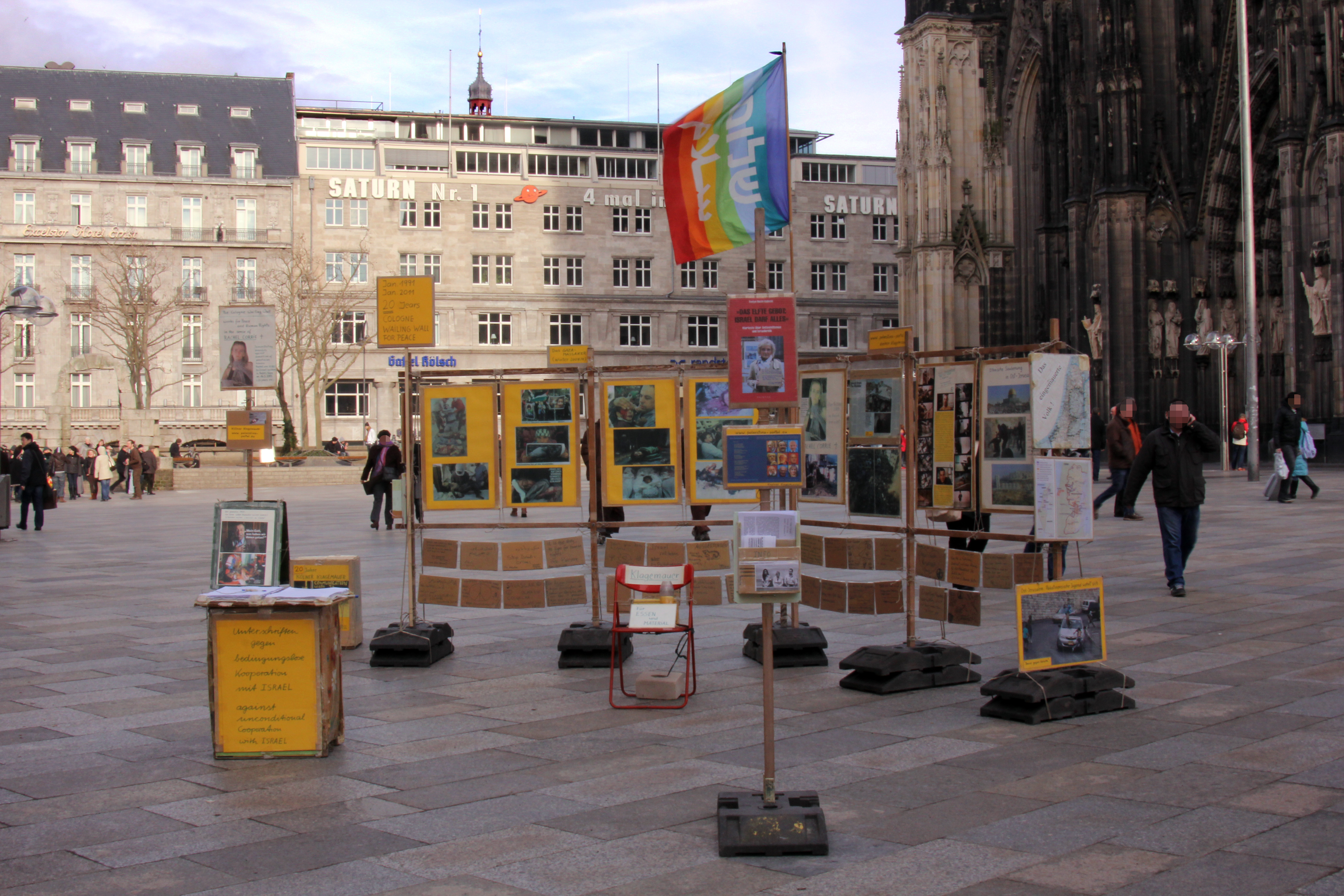
Klagemauer im Jahr 2011. In der Nacht wurden die mobilen schwarzen Bakenfüße auf einem Gelände des WDR in der Nähe gelagert.

Sie wurde rechtlich fortan als Dauerdemonstration und nicht als Informationsstand gewertet. Damit das Versammlungsgesetz erfüllt wurde, waren immer mindestens zwei Personen anwesend. Die auf Papptafeln niedergeschriebenen Kommentare der Passanten, die an einer der drei Stellwände befestigt wurden, galten als Redebeiträge auf einer Demonstration. Diese Rechtsauffassung wurde Walter Herrmann zuletzt 2007 vom Bundesverwaltungsgericht bestätigt, nachdem das Land Berlin 2003 eine von ihm geplante Aktion in Berlin „Gegen die Militärintervention im Irak und anderswo“ verboten hatte.
Am 10. April 2015 befand das Amtsgericht Köln Herrmann für schuldig, durch das Zeigen von 15 Bildern toter und schwer verletzter Kinder an der Klagemauer gegen das Jugendschutzgesetz verstoßen zu haben. Er wurde zu einer Geldstrafe auf Bewährung verurteilt. Herrmann kündigte Berufung an und wertete das Urteil als unzulässigen Eingriff in die Demonstrationsfreiheit.
Der Trägerverein des selbstverwalteten Bürgerzentrums Alte Feuerwache, in dem Herrmann den Großteil seiner Installationen über Nacht lagerte, kündigte ihm im Oktober 2015 unter anderen wegen Beleidigung einiger seiner Mitglieder und eines Mitarbeiters die Nutzung seiner Räume.
Ab 2016 trat Herrmann nicht mehr mit seiner Installation vor dem Kölner Dom auf. Er verstarb am 26. Juni 2016.

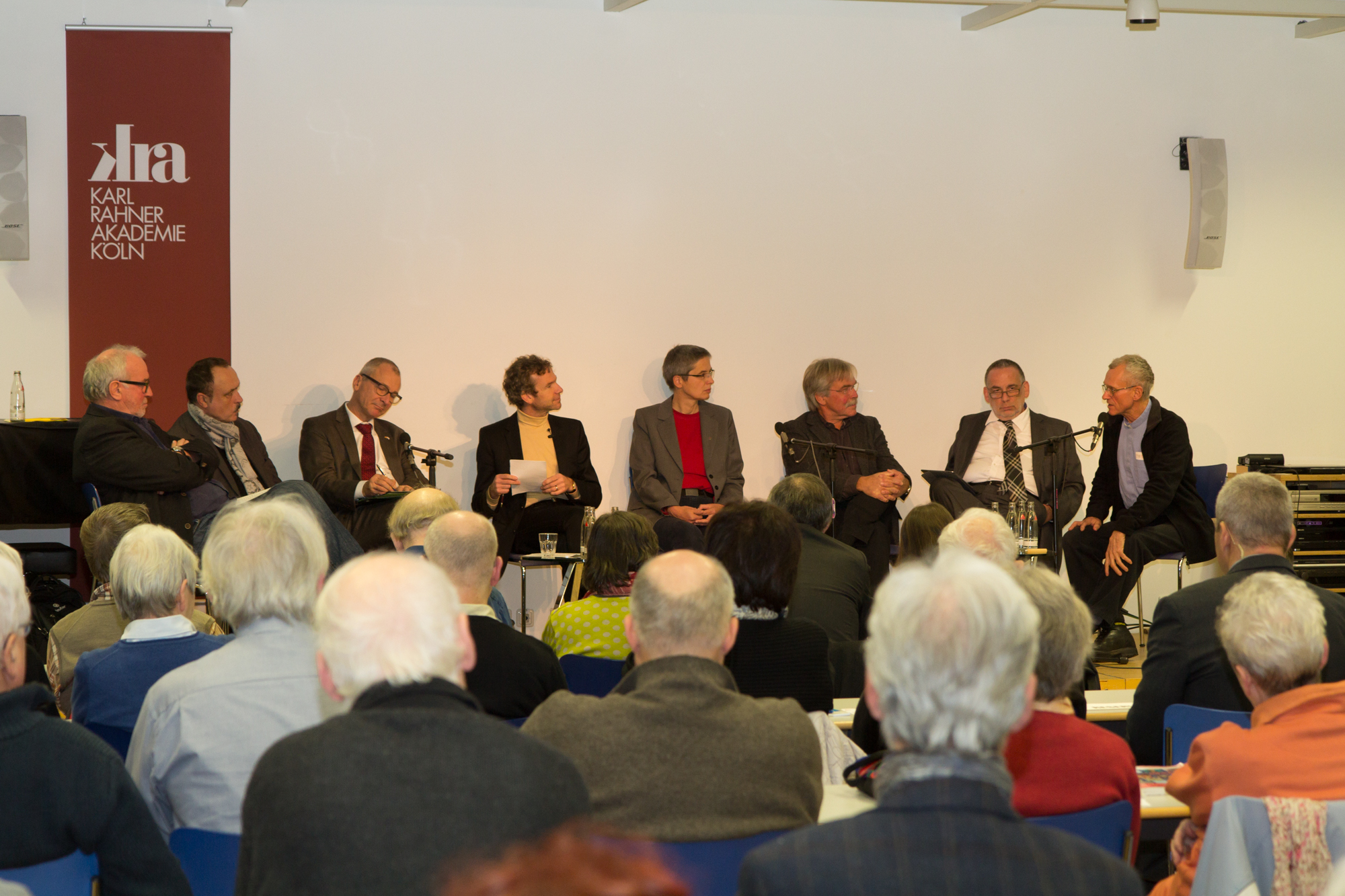
Podiumsdiskussion zum Umgang mit dem Nachlass Walter Herrmanns im November 2016 in der Karl-Rahner-Akademie

Vor seinem Tod überschrieb Herrmann das Archiv der Klagemauer, bestehend aus mehr als 100.000 Pappschildern und Karten, dem Kölnischen Stadtmuseum und dem Kölner Stadtarchiv. Um die Annahme dieses Nachlasses durch das Stadtmuseum entspann sich eine Auseinandersetzung, in der erneut der Vorwurf des Antisemitismus diskutiert wurde. Forderungen, die Pappschilder gar nicht, oder lediglich solche aus den Jahren vor 2004 anzunehmen, wurden erhoben. Zuletzt einigte man sich auf die Übernahme von 150 der Pappschilder durch das historische Archiv der Stadt Köln und das Kölnische Stadtmuseum, darunter auch solche, die Antisemitismus und Antizionismus der letzten Jahre in der Klagemauer dokumentieren sollen.

## Kritik an der Darstellung des Nahostkonflikts

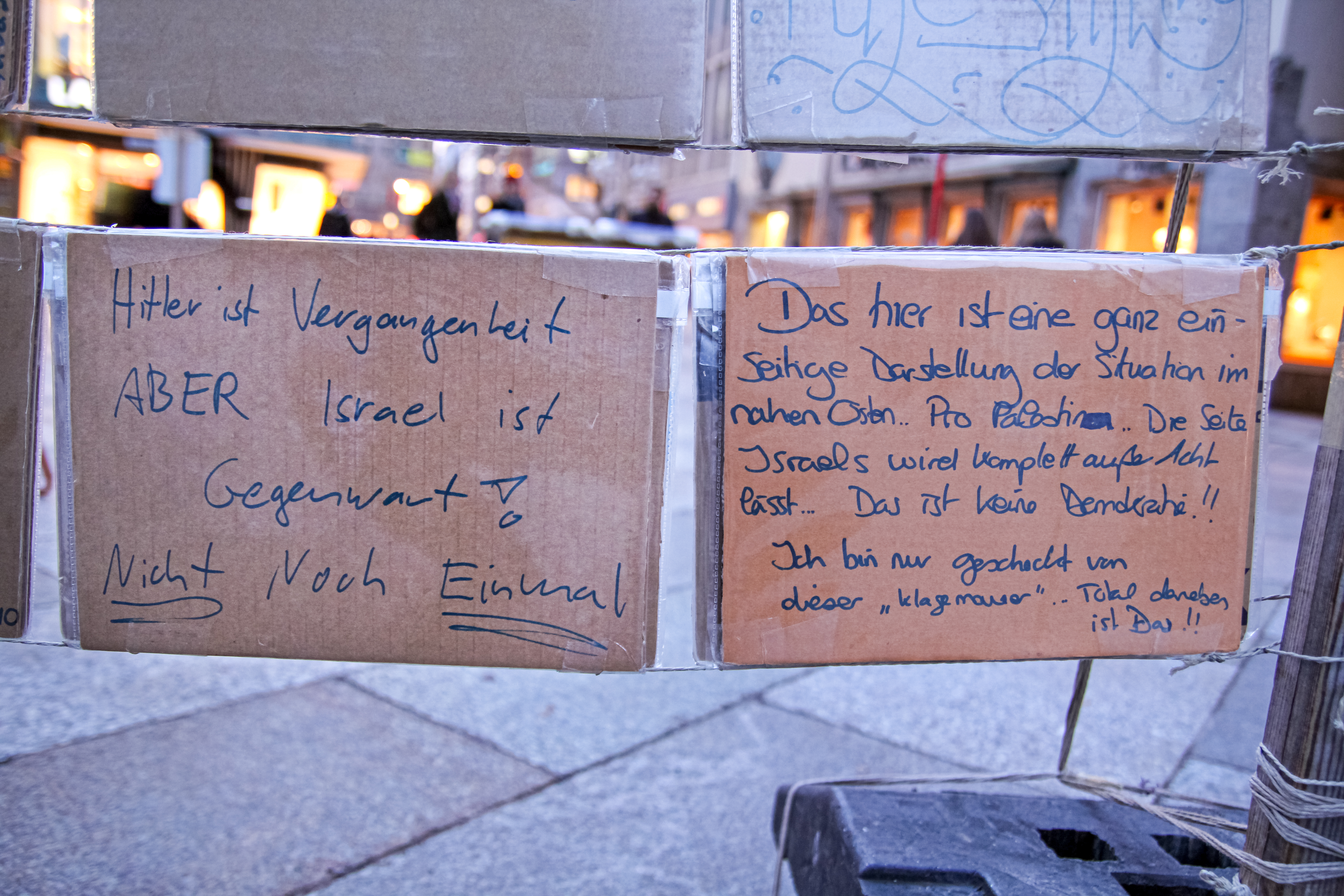
Zwei Schilder aus dem Januar 2011: Links die Gegenüberstellung von Adolf Hitler und Israel, rechts eine Kritik an der Klagemauer

Kritiker, darunter Vertreter der Synagogen-Gemeinde Köln, Henryk M. Broder und Gerd Buurmann, warfen den Verantwortlichen vor, durch eine einseitige Darstellung des Leides der Palästinenser und der Darstellung israelischer Politiker als Kriegsverbrecher den Nahostkonflikt verzerrt darzustellen und so antisemitische Ressentiments zu schüren. Israel werde durchgehend als Aggressor dargestellt, von Terroranschlägen durch palästinensische Organisationen hingegen geschwiegen oder diese als verzweifelte Taten von Hoffnungslosen dargestellt. Von den Zielen der palästinensischen Hamas oder auch der libanesischen Hisbollah erführe man an der Klagemauer nichts, deren Antisemitismus werde nicht thematisiert. Die Kritiker warfen den Verantwortlichen somit auch einen Verstoß gegen die eigenen Ansprüche vor, nämlich gegen Krieg und Gewalt zu sein. So toleriere man antisemitisch motivierte Gewalt, der Krieg gegen Israel falle nicht unter die eigene Kriegsgegnerschaft. Ein von der Synagogen-Gemeinde im Jahr 2005 gefordertes Verbot der Mauer wurde unter Berufung auf die Versammlungs- und Demonstrationsfreiheit von der Stadt abgelehnt. Herrmann beschreibt in einer Stellungnahme den Vorwurf der Einseitigkeit als „eine Kampagne, die darauf abzielt, der Klagemauer zu Palästina ein antisemitisches Image zu verpassen“. Weiter erklärt er: „Im Fall des Nah-Ost-Konflikts solidarisiert sich die Klagemauer mit den Palästinensern, die seit mehr als zwei Generationen ein Besatzungsregime zu ertragen haben, das die Normen des Völkerrechts grob missachtet.“
Im Januar 2010 wurde an der Klagemauer das Foto einer Karikatur, von einer Frau in den Händen gehalten, angebracht. Darauf war eine Person mit einem Davidstern zu erkennen, die ein Glas mit roter Flüssigkeit vor sich hatte und sich anschickte, ein palästinensisches Kind mit Messer und Gabel zu zerstückeln und zu verspeisen. Gegen diese Darstellung stellten der Kölner Theatermacher Gerd Buurmann und weitere Personen Strafanzeige wegen des Verdachts der Volksverhetzung. Buurmann kritisierte, die Karikatur benutze die Symbolik der Nazis und Antisemiten, wodurch die Grenze legitimer Kritik am Staat Israel überschritten worden sei. Distanzierte bis ablehnende Reaktionen gab es in einer Petition Kölner Bürger an den Rat der Stadt, in einer kritischen Auseinandersetzung der Ratsfraktionen, in der israelischen Presse aber auch vom Vorsitzenden des Aachener Friedenspreises, Karl Heinz Otten. Die Staatsanwaltschaft sah jedoch keinen hinreichenden Tatverdacht, unter anderem wegen des Fehlens einer für antijüdische Abbildungen typischen Bildsprache, und stellte das Verfahren ein.
Nach einer Pause von Februar bis September 2010 wurde die „Klagemauer Palästina“ wieder gezeigt. Im Dezember 2010 verabschiedeten Oberbürgermeister, Bürgermeister, sechs Ratsfraktionen, Vertreter der Kirchen und der Synagogengemeinde sowie die Vereine zur Pflege der Städtepartnerschaften mit Betlehem und Tel Aviv eine Resolution gegen die als einseitig und antisemitisch empfundenen Darstellungen der Klagemauer. Zeitgleich, am 19. Dezember 2010, erschien beim jüdischen Internetmagazin haGalil ein Themenschwerpunkt mit Beiträgen prominenter Kölner Autoren, in denen sie die „Klagemauer“ als antisemitisch verurteilen.
Volker Beck kritisierte die Aufstellung eines Teils der Klagemauer anlässlich der Trauerfeier für Herrmann in der Kirche St. Theodor in Köln-Vingst und bezeichnete sie als „unerträgliches Signal an die jüdischen Bürgerinnen und Bürger unserer Stadt“. Pfarrer Franz Meurer, der Herrmann in seinen letzten Tagen begleitet hatte, entgegnete, lediglich Tafeln aus der Anfangszeit der Klagemauer würden in der Kirche ausgestellt: „Wenn Walter Herrmann zu Lebzeiten mit seinen Anti-Israel-Parolen vor meiner Kirche gestanden hätte, hätte ich ihn dort weggejagt“.